# Frank Bunetta
Frank Bunetta est un réalisateur et producteur américain né le 16 novembre 1916 à New Jersey (États-Unis), décédé le 30 mars 1978 à Lafayette (Louisiane).

## Filmographie

### comme réalisateur
- 1949 : Cavalcade of Stars (en) (série télévisée)
- 1952 : Life Is Worth Living (série télévisée)
- 1952 : It's a Business (en) (série télévisée)
- 1952 : The Jackie Gleason Show (en) (série télévisée)
- 1952 : Dark of Night (en) (série télévisée)
- 1953 : Johnny Jupiter (en) (série télévisée)
- 1953 : The Strawhatters (en) (série télévisée)
- 1966 : The Jackie Gleason Show (en) (série télévisée)

### comme producteur
- 1952 : Dark of Night (en) (série télévisée)